# Tougher Than Leather (Willie-Nelson-Album)
Tougher Than Leather ist ein Konzeptalbum von Willie Nelson. Das Countryalbum erschien 1983 auf Columbia Records und behandelt das Thema Wiedergeburt.

## Entstehungsgeschichte
Nach einem Lungenkollaps 1981 musste Willie Nelson einige Zeit im Krankenhaus verbringen und beschäftigte sich während dieser Zeit mit seiner eigenen Sterblichkeit. Als erstes schrieb er das Titellied Tougher Than Leather und konzipierte die Geschichte um diesen Song herum. Das Album wurde schließlich im Pedernales Recording Studio in Spicewood, Texas aufgenommen. Produziert wurde es von Willie Nelson und Bee Spears. Am Album selbst wirkten außer Spears und Nelson außerdem die Gitarristen Jody Payne und Grady Martin, Schlagzeuger Paul English, sowie Bobby Nelson am Klavier, Mickey Raphael an der Mundharmonika und Johnny Gimble an Mandoline und Geige mit. Es stellt nach zahlreichen Kompilationen, Duetten und diversen Soundtracks das erste Album mit selbst geschriebenen Songs seit dem 1975er Album Red Headed Stranger dar.

## Konzept
Das Album erzählt die Geschichte eines Revolverhelden, der einen jungen Mann erschießt und im Anschluss vom Geist der Freundin des Toten verfolgt wird. Er versucht diese zu finden, stirbt aber kurz darauf an seinen Gewissensbissen. Die Freundin des Toten besucht seine Beisetzung und trauert um ihn. Die Hauptperson wird im San Antonio der Gegenwart wiedergeboren. Dort trifft er auf die ebenfalls wiedergeborene Freundin seines früheren Opfers. Die beiden werden ein Paar, jedoch währt ihre Liebe nur kurz: er wird für einen Bankraub verurteilt, den er nicht begangen hat und schließlich hingerichtet.
The Convict of the Rose ist eine Coverversion von Bob Wills, bei Beer Barrell Polka handelt es sich um ein traditionelles Volkslied. Die restlichen Lieder wurden von Willie Nelson geschrieben, wobei allerdings Summer of Roses von seinem 1971er Album Yesterday’s Wine stammt.
Außer dem fröhlichen, aber instrumentalen Beer Barrell Polka und Old Fashioned Karma sind alle Lieder im unteren Tempobereich angesiedelt.

## Erfolg
Das Album war, gemessen an Nelsons früheren Erfolgen, ein Flop, erreichte lediglich Platz 39 der Billboard 200. Gründe dafür sind vor allem im etwas unzugänglichen Konzept der Geschichte zu suchen, die viele Hörer verwirrte. Little Old Fashioned Karma, die einzige Single des Albums erreichte Platz 10 der Top Country Singles. Sie hatte zusätzlich das Pech mit dem Nelson/Merle-Haggard-Duett Pancho and Lefty (geschrieben von Townes Van Zandt) zu konkurrieren, das sechs Wochen nach Little Old Fashioned Karma veröffentlicht wurde.

## Titelliste
1. My Love for the Rose – 0:38
2. Changing Skies – 3:03
3. Tougher Than Leather – 4:53
4. Little Old Fashioned Karma – 3:18
5. Somewhere In Texas (Part 1) – 0:54
6. Beer Barrel Polka – 2:43
7. Summer of Roses – 3:12
8. Somewhere in Texas (Part 2) – 0:55
9. My Love for the Rose – 0:37
10. The Convict and the Rose – 3:52
11. Changing Skies – 0:54
12. I Am the Forest – 4:17
13. Nobody Slides, My Friend – 1:38

2003 wurde das Album anlässlich Nelsons 70. Geburtstag wiederveröffentlicht. Diese Version enthält Liner Notes von John Morthland und wurde von Al Quaglieri remastered; sie enthält den bis dato unveröffentlichten Bonustrack Summer of Roses / December Days.